# Chthonius thessalus
Espèce
Chthonius thessalus est une espèce de pseudoscorpions de la famille des Chthoniidae.

## Distribution
Cette espèce est endémique de Thessalie en Grèce. Elle se rencontre vers Ambelákia.

## Description
Le mâle holotype mesure 1,18 mm.

## Étymologie
Son nom d'espèce lui a été donné en référence au lieu de sa découverte, la Thessalie.

## Publication originale
- Mahnert, 1980 : Pseudoskorpione (Arachnida) aus Höhlen Griechenlands, insbesondere Kretas. Archives des Sciences (Geneva), vol. 32, no 3, p. 213-233.